# Думалкин, Андрей Иванович
Андрей Иванович Думалкин (родился 3 ноября 1972 года в Москве) — российский регбист и регбийный тренер, действующий наставник сборной России по пляжному регби и тренер ГБУ «СШОР № 111», ранее тренировал РК «Зеленоград». Мастер спорта России.

## Биография
Выступал во второй линии в регбилиг. Неоднократный чемпион и обладатель Кубка России в составе московского регбилиг-клуба «Локомотив», участник чемпионата мира по регбилиг 2000 года в составе сборной России. Из своих первых 15 сезонов регбилиг отыграл 14 за «Локомотив».
Как тренер известен тем, что работал с клубом «Зеленоград» в чемпионате России по регби и выиграл с ним чемпионат Москвы в 2013 году. Член Президиума Федерации регби России.